# پوتینی (کمون)
پوتینی (به فرانسوی: Puttigny) یک کمون در فرانسه است که در Canton of Château-Salins واقع شده‌است.

## خصوصیات
پوتینی ۷٫۴۷ کیلومترمربع مساحت و ۸۷ نفر جمعیت دارد و ۲۲۵ متر بالاتر از سطح دریا واقع شده‌است.